# Шипово (Босния и Герцеговина)
Шипово (босн. Šipovo, серб. Шипово / Šipovo, хорв. Šipovo) — город на северо-западе центральной части Боснии и Герцеговины. Находится в регионе Баня-Лука Республики Сербской, в частности, в субрегионе Мрконич-Град. Центр одноимённой общины.
В 30 километрах от города находится реликтовый лес Янь.

## Население
Численность населения города по переписи 2013 года составляет 4 052 человека, общины — 10 820 человек.
По данным переписи 1991 года, в городе жило 5.170 человек, в том числе 3.828 человек (74,04 %) — сербы, 1.155 человек (22,34 %) — боснийские мусульмане, 117 человек (2,26 %) — югославы, 14 человек (0,27 %) — хорваты, 56 человек (1,08 %) — другие и неизвестные.